# Aufbaugymnasium
Das Aufbaugymnasium ist eine Oberstufenform eines Gymnasiums in Deutschland und Österreich.

## Deutschland
In Deutschland ist das Aufbaugymnasium eine Schulform, welche nach dem Realschulabschluss (ggf. mit Qualifikationsvermerk für die Oberstufe des Gymnasiums) besucht werden kann. Es ermöglicht den Erwerb der zum Abitur notwendigen Kenntnisse der zweiten Fremdsprache. 
In Baden-Württemberg können Schülerinnen und Schüler bereits ab Klasse 7 von einer Realschule, einer Gemeinschaftsschule oder einem Gymnasium in die  Aufbauzüge ab Klasse 7 wechseln. An den Aufbaugymnasien sind verschiedene Bildungsgänge und Profile eingerichtet. Hier werden kognitive, musische, kreative oder sportliche Talente der Schülerinnen und Schüler besonders gefördert und vertieft. Die Aufbaugymnasien sind in der Regel mit einem Internat verbunden. Alle Bildungsgänge dieser Schulen führen zur allgemeinen Hochschulreife.

### Aufbaugymnasien in Baden-Württemberg mit Internat
- Eckenberg-Gymnasium Adelsheim
- Schlossgymnasium Künzelsau
- Clara-Schumann-Gymnasium Lahr
- Droste-Hülshoff-Gymnasium Meersburg

## Österreich: Aufbaugymnasium und Aufbaurealgymnasium
In Österreich ist das Aufbaugymnasium (AG) und Aufbaurealgymnasium (ARG) eine reine Oberstufenform der allgemeinbildenden höheren Schule (AHS), die mit Reifeprüfung und Studienberechtigung (Matura) abschließt. Sie entspricht der Oberstufe des Normalgymnasiums bzw. dem Oberstufenrealgymnasium (ORG).
Die Schulform wurde 1927 als 5-jährige Aufbauschule versuchsweise eingerichtet, um Schülern mit Pflichtschulabschluss die Universitätsberechtigung zu ermöglichen, und 1934 als besondere Form in das Schulsystem eingeführt. Obschon es nur wenige solche Schulen gibt, wurde sie 1962 als Sonderform der AHS verankert. Seit Ende der 60er Jahre ist sie ein 4-jähriger Bildungsgang.
Die Besonderheit der Schulform ist, dass Fächer wie Fremdsprachen (außer Englisch) von Grund auf beginnen, und somit keine besonderen Voraussetzungen notwendig sind, was es auch Einsteigern aus anderen Schultypen ermöglichen soll, die gymnasiale Oberstufe zu besuchen.
Standorte:
- BG/BRG/BAG/BARG Horn[6] – das einzige Aufbaugymnasium des Bundes
- Don Bosco Gymnasium Unterwaltersdorf (RG/AG/ARG)
- Erzbischöfliches ARG Hollabrunn
- Meinhardinum Stams

Heute kein ARG mehr:
- BORG / i-NOVA BHAS Jennersdorf[7]
- Realgymnasium des Schulvereines am Benediktinerstift Lambach